# Nada Carevska
Nada Carevska (r. Nada Dragan), slovenska pesnica in prevajalka, * 2. marec 1922, Ljubljana, † 4. januar 2011, Ljubljana.
Med vojno je bila v internaciji v taborišču Gonars, po kapitulaciji Italije pa se je pridružila narodnoosvobodilni borbi. Leta 1953 je diplomirala iz slavistike na ljubljanski Filozofski fakulteti in tu tudi poučevala. Prevaja predvsem iz slovanskih jezikov in skrbi zlasti za književne stike z Makedonijo. Je nosilka partizanske spomenice 1941. 

## Prevodi
- Hajduški studenec (COBISS)
- Bolečina in bes (COBISS)
- Prekleto seme (COBISS)
- Paskvelija (COBISS)
- Trdnjava Brest (COBISS)
- Ko se prikaže rdeči konj (COBISS)
- Ozka vrata (COBISS)
- Osla jahaš, osla iščeš : makedonske ljudske pripovedke (COBISS)